# François Conod
François Conod (* 12. November 1945 in Basel; † 18. Dezember 2017 in Lausanne) war ein Schweizer Autor, Schriftsteller, Übersetzer und Journalist aus der Romandie. Er war heimatberechtigt in den Waadtländer Dörfern Les Clées und Bretonnières und wohnhaft in Lausanne. Er unterrichtete zudem am Kantonsgymnasium in Bugnon bei Lausanne.

## Werke
- Ni les ailes ni le bec, Erzählungen, 1987
- Accidents, 1988
- La Fin des Bellini-Ponte, Roman, 1989
- Clérambault: La passion des étoffes, Theaterstück, 1989
- Janus aux quatre fronts, Roman, 1991, Deutsch von Irma Wehrli-Rudin: Der Sommer der Fische, Benziger, Zürich 1995
- Le Tyrannosaure, Roman, 1993
- Contes et nouvelles, Erzählungen, 1996
- Käse und Katholiken, Anthologie, 1997

## Übersetzungen
- Walter Vogt, Immortel Wüthrich, Roman, Bernard Campiche, 1994
- Walter Vogt, L'Oiseau sur la table, Roman, Bernard Campiche, 1995
- Walter Vogt, Boom, Erzählungen, Bernard Campiche, 1998
- Walter Vogt, La Toux, Erzählungen, Bernard Campiche, 2010
- Walter Vogt, Le Fort de mer, Roman, Bernard Campiche, 2011
- Monique Schwitter, Mémoire de poisson rouge, Roman, Éditions d'en bas, Lausanne 2016
- Walter Vogt, Schizogorsk, Roman, Bernard Campiche Éditeur, Orbe 2020

## Auszeichnungen
- Prix Georges-Nicole (1987)
- Prix des Auditeurs de la Première (1992)